# Separatism (statsvetenskap)
För andra betydelser, se Separatism.
| Separatism |
| --- |
| I Katalonien har under 2000-talet utvecklats en stark separatistisk rörelse, ofta symboliserad av viftandet av estelador. - Betydelse – vilja att separera en region från en stat - Orsaker – känsla av egen identitet, nationalism - Varianter – full självständighet, större autonomi eller anslutning till en annan stat |

Separatism (av latinets separatus, 'avskiljd' och separo, 'särskilja') är stöd för skiljande av ett landområde från en existerande stat. Målet är att få större autonomi inom den existerande staten, att upprätta en ny självständig stat eller att ansluta landområdet till en annan, redan existerande stat. 
Separatismen är ett utslag av nationalism. Den gestaltar sig oftast i att en folkgrupp/provins inom en stat försöker bryta sig loss och bilda en ny stat, på grund av uppfattad skild identitet. Skillnaden kan ofta ha historiska rötter, och ett område med många separatister kan tidigare ha bildat ett eget land. 

## Orsaker
Befolkningen i det aktuella landområdet skiljer sig ofta från majoritetsbefolkningen i ursprungsstaten vad gäller politiska, kulturella, etniska/språkliga, religiösa, eller andra särdrag. 
Beroende på politisk situation och ideologi kan grupper referera till olika typer av organisering i samband med den autonoma och separatistiska rörelsen. Detta inkluderar ord som självständighet, självbestämmande, partition med mera. Den lyckade utrytningen benämns sedan secession.
Ibland kan uttrycket separatism även användas för att beteckna strävanden hos en etnisk exklav som vill bryta loss en del av en stat för att ansluta denna del till en annan stat.

## Olika betydelser
Separatism har även särskild betydelse i samband med uppdelandet av idrottande efter kön, hudfärg (jämför apartheid) eller andra kriterier – se vidare separatism (sociologi). Det specifika begreppet kvinnoseparatism används ibland som begrepp i samband med kvinnor som vill att kvinnofrågor endast ska skötas av kvinnor. Kyrklig separatism är viljan i religiösa sammanhang hos en grupp eller riktning att bryta sig ut och bilda en egen kyrka (jämför frikyrka).
Separatism har som ord ofta en negativ klang eller innebörd, på svenska eller i många andra språk. Självständighetsförespråkare i vissa språkområden kan använda alternativa benämningar om sig själva; ett exempel är det katalanska uttrycket independentisme som efter spanska inbördeskriget kommit att användas som egenbenämning om den självständighetsivrande grenen av den katalanska nationalismen.

## Historik
Sovjetunionens upplösning öppnade för en situation där flera sovjetiska republiker valde att bilda oberoende statsbildningar – inklusive de baltiska länderna. Vissa områden inom den Ryska Federationen har starka separatiströrelser, som till exempel Tjetjenien.
Självständighetsrörelser i Skottland (från Storbritannien), Nordirland (från Storbritannien), Republika Srpska (från Bosnien och Hercegovina), Katalonien (från Spanien), Baskien (från Spanien), Lombardiet (från Italien), Krim (från Ukraina), Donbass (från Ukraina) och Tibet (från Kina) är andra varianter av separatism. De flesta av dessa har tidigare varit egna stater som anslutits till en större eller angränsande statsbildning.

### Separatistiska rörelser (exempel)
- Awamiförbundet
- ETA
- FLQ
- LTTE
- Ushtria Çlirimtare e Kosovës (förkortat UÇK)

## Områden där separatister lyckats
- Bangladesh, självständighet från Pakistan
- Östtimor, självständighet från Indonesien
- Slovakien, självständighet från Tjeckoslovakien, se Tjeckoslovakiens upplösning
- Estland, självständighet från Sovjetunionen
- Lettland, självständighet från Sovjetunionen
- Litauen, självständighet från Sovjetunionen
- Slovenien, självständighet från Jugoslavien
- Makedonien, självständighet från Jugoslavien
- Kroatien, självständighet från Jugoslavien
- Irland (dock utan Nordirland), självständighet från Storbritannien
- Kosovo, självständighet från Serbien